# Aérodrome de Bordeaux - Yvrac
L’aérodrome de Bordeaux - Yvrac (code OACI : LFDY) est un aérodrome agréé à usage restreint, situé sur la commune d’Yvrac à 7 km au nord-est de Bordeaux dans la Gironde (région Nouvelle-Aquitaine, France).
Il est utilisé pour la pratique d’activités de loisirs et de tourisme (aviation légère et aéromodélisme).

## Histoire
En 1936, le docteur Seynat, président du GTBA, à la recherche d’un terrain sur la rive droite de Bordeaux pour compléter les terrains de la rive gauche (Croix d’Hins, Beau Désert, Mérignac), se pose avec M. Leroy à Yvrac sur un terrain agricole. Après des accords avec son propriétaire, monsieur Mackertich, le terrain est loué et deviendra une plateforme aéronautique avec une orientation nord sud de 600 m.  
Pendant la guerre de 39/45, le terrain est occupé par l’armée allemande qui y construit un blockhaus et des affuts de mitrailleuses. 
Après la guerre, la remise en état, après la destruction des affuts et du blockhaus a permis la reprise des activités aéronautiques avec seulement 450 m de piste 
L’aménagement du site a pu être possible grâce à l’intervention des bases aériennes et des militaires parachutistes et avec l’aide du Dr Auriac : construction du hangar de 40 m x 20 m, dessouchage de plus de 150 arbres, travaux de nettoyage et de mise en forme du terrain. La piste changera d’orientation pour devenir une 29 /11 en 1951. 
Le club house verra, quant à lui, le jour grâce à l’intervention et la participation de mécènes et à la bonne volonté des membres; le tout terminé est inauguré le 14 novembre 1954, en présence du maire d'Yvrac Anatole Blaise et sous la présidence d’honneur de Jacques Chaban Delmas, alors ministre des transports et maire de Bordeaux.

## Installations
L’aérodrome dispose d’une piste en herbe orientée est-ouest (11/29), longue de 685 m et large de 60.
L’aérodrome n’est pas contrôlé. Les communications s’effectuent en auto-information sur la fréquence de 119,955 MHz.
S’y ajoutent :
- une aire de stationnement ;
- des hangars ;
- une station d’avitaillement en carburant (100LL) et en lubrifiant ;
- un restaurant.

## Activités
- Bordeaux Yvrac aéro-club (BYAC)